# Ronnbergia silvana
Ronnbergia silvana är en gräsväxtart som beskrevs av Elton Martinez Carvalho Leme. Ronnbergia silvana ingår i släktet Ronnbergia och familjen Bromeliaceae. Inga underarter finns listade i Catalogue of Life.